# Martino Pesenti
Martino Pesenti (* gegen 1600; † vor dem 15. März 1648 in Venedig) war ein italienischer Komponist, Organist und Cembalist.

## Leben
Martino Pesenti wurde blind geboren und litt an Lähmungen. Er war ein Schüler von Giovanni Battista Grillo, (ältere Quellen geben Claudio Monteverdi an). Er wirkte ausschließlich in Venedig, als Musiklehrer, Stimmer und als ausführender Musiker bei Musikabenden und Bällen der venezianischen oberen Mittelschicht. Es verband ihn eine Freundschaft mit dem Verleger Alessandro Vincenti, der sämtliche Werke Pesentis veröffentlichte und ihn 1630 in einer Widmung überschwänglich als miracolo del nostro secolo bezeichnete.

## Werk
Pesenti komponierte Werke des konzertierenden Stils, darunter lediglich einen Band mit Sakralmusik. Bekannt sind 7 Bücher mit Madrigalen, ein Buch mir Arien a voce sola, ein Buch mit ein- bis dreistimmigen Messen und Motetten sowie vier Bücher mit Tanzsätzen für ein Tasteninstrument und teilweise für Tasteninstrument mit weiteren Instrumenten. Einige der Tanzsätze aus Op. 15 liegen außer in einer diatonischen Version zusätzlich in einer chromatischen oder enharmonischen Version vor. Sie sind deshalb von besonderem Interesse, da sie für ein Tasteninstrument mit separaten Tasten für enharmonische Töne (wie beispielsweise ais und b) gedacht sind. Trotz der Entwicklung einer eigenen Musiksprache ist im Madrigalbuch von 1638 noch deutlich die Tonsprache Monteverdis zu hören.